# Моргунов Олександр Андрійович
Олекса́ндр Андрі́йович Моргуно́в (рос. Александр Андреевич Моргунов; нар. 4 червня 1995, Пролетарськ, Ростовська область, Росія) — російський футболіст, півзахисник «Севастополя».

## Клубна кар'єра
У 12-річному віці вступив до школи Бразильського футболу в п. Кабардинка, а через рік після її закриття вступив до Академії футболу імені Юрія Конопльова та став її вихованцем. Професійну кар'єру розпочав у команді «Академія», за яку дебютував 18 травня 2012 року в матчі ПФЛ проти клубу «Сизрань-2003», в якому вийшов у доданий до матчу час замість Олександра Коротаєва. 28 січня 2013 року перейшов до складу московського «Динамо», де виступав за молодіжну команду та став дворазовим чемпіоном Росії в молодіжній першості 2012/13 та 2014/15. 26 лютого 2016 року підписав контракт із «Краснодаром». Дебютував за нову команду 21 вересня 2016 року в поєдинку Кубку Росії проти «Спартака-Нальчика». Але виступав здебільшого у ПФЛ за «Краснодар-2». 21 лютого 2017 року гравця віддали в оренду до молдовського клубу «Мілсамі», за який зіграв 8 матчів у вищій лізі Молдови.
У ФНЛ Росії дебютував за «Хімки» 17 липня 2018 року в поєдинку проти «Променя» (Владивосток).

## Кар'єра в збірній
Виступав за юнацькі та молодіжні збірні Росії.